# 金南祚
金 南祚 （キム・ナムジョ、1927年9月25日 - 2023年10月10日）は、大韓民国の詩人。慶尚北道大邱市出身。ソウル大学校司法大学を卒業し、淑明女子大学校の教授を歴任。

## 略歴
1950年連合新聞に『成熟(성숙)』、『残像(잔상)』で登壇。1953年に初詩集「命(목숨)」を出版し、本格的な活動を始めた。初期には人間性や生命力を表現する詩風だったが、のちにローマカトリックの信仰を土台としたキリスト教的な愛の世界や倫理意識を表現する詩風となった。

## 詩集
- 「命(목숨)」(修文閣、1953)
- 「木と風(나무와 바람)」(チョンヤンサ、1958)
- 「金南祚詩集(김남조 시집)」(サンア出版社、1967)
- 「愛の草書(사랑의 초서)」(西文堂、1974)
- 「同行(동행)」(ソムン堂、1983)
- 「君のために(너를 위하여)」(語文閣、1985)